# Tunga terasma
Tunga terasma är en loppart som beskrevs av Jordan 1937. Tunga terasma ingår i släktet Tunga och familjen Tungidae. Inga underarter finns listade i Catalogue of Life.